# Рави (лунный кратер)
Кратер Рави (лат. Ravi) — маленький ударный кратер в северо-восточной части чаши кратера Альфонс на видимой стороне Луны. Название присвоено по индийскому мужскому имени и утверждено Международным астрономическим союзом в 1976 году.

## Описание кратера

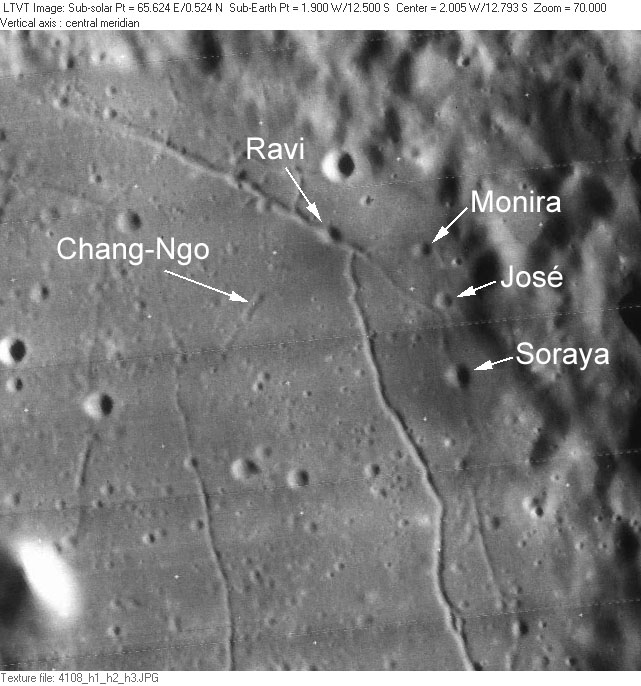
Окрестности кратера Рави. Снимок зонда Lunar Reconnaissance Orbiter

Ближайшими соседями кратера являются схожие по размерам кратеры Чан-Нго на юго-западе и Монира, Хозе и Сорава на востоке-юго-востоке.
Селенографические координаты центра кратера 12°30′ ю. ш. 1°58′ з. д. / 12,5° ю. ш. 1,97° з. д., диаметр 1,6 км, глубина 450 м. Кратер Рави располагается на одной из ветвей борозд в чаше кратера Альфонс, имеет циркулярную чашеобразную форму без приметных структур. Высота вала над окружающей местностью достигает 90 м, объём кратера составляет приблизительно 0,6 км³.

## Сателлитные кратеры
Отсутствуют.

## Места посадок космических аппаратов
- Район вблизи кратера Рави объявлялся районом интереса для американской космической программы «Созвездие» .